# Портрет Минамото-но Ёритомо
«Портрет Минамото-но Ёритомо» (яп. 絹本著色伝源頼朝像 Кэмпон тякусёку дэн Минамото-но Ёритомо дзо:) — шёлковый свиток работы Фудзивара-но Таканобу, созданный в 1179 году. Входит в список Национальных сокровищ Японии. Один из выдающихся шедевров искусства периода Камакура, заложивший основы портретного жанра в Японии.

## Авторство
Авторство портрета на основании имеющихся данных приписывается Фудзивара-но Таканобу (1142—1205), который был ведущим портретистом своего времени, часто даже называемым основателем портретного жанра в стране. Данный свиток — одна из трёх работ этого выдающегося мастера, дошедших до наших дней. Согласно одной из версий, она является не его собственноручным произведением, а копией, снятой с оригинальной работы кем-то другим (но не позднее начала XIII века).

## История произведения
Создание оригинала портрета традиционно относят к 1179 году. Хотя утверждать, что это истина, с полной достоверностью нельзя, всё же несомненно, что этот свиток (является ли он самим оригиналом или же копией с него) создан в начале эпохи Камакура, и что он является самым старым и лучшим из всех нерелигиозных портретов стиля ямато-э (яп. 大和絵).
Портрет Минамото-но Ёритомо и парный ему портрет Тайры-но Сигэмори того же мастера первоначально являлись частью портретного полиптиха из пяти шелковых свитков, принадлежавшего храму Сэнто-ин (яп. 仙洞院) в Дзингодзи, монастыре, в стенах которого он и хранится до сих пор.
Состав пентаптиха:
1. Император Го-Сиракава (яп. 後白河天皇) — не сохранился. И его придворные:
2. Минамото-но Ёритомо (яп. 源頼朝).
3. Тайра-но Сигэмори (яп. 平重盛).
4. Тайра-но Нарифуса — (яп. 平業房) не сохранился.
5. Фудзивара-но Мицуёси (яп. 藤原光能).

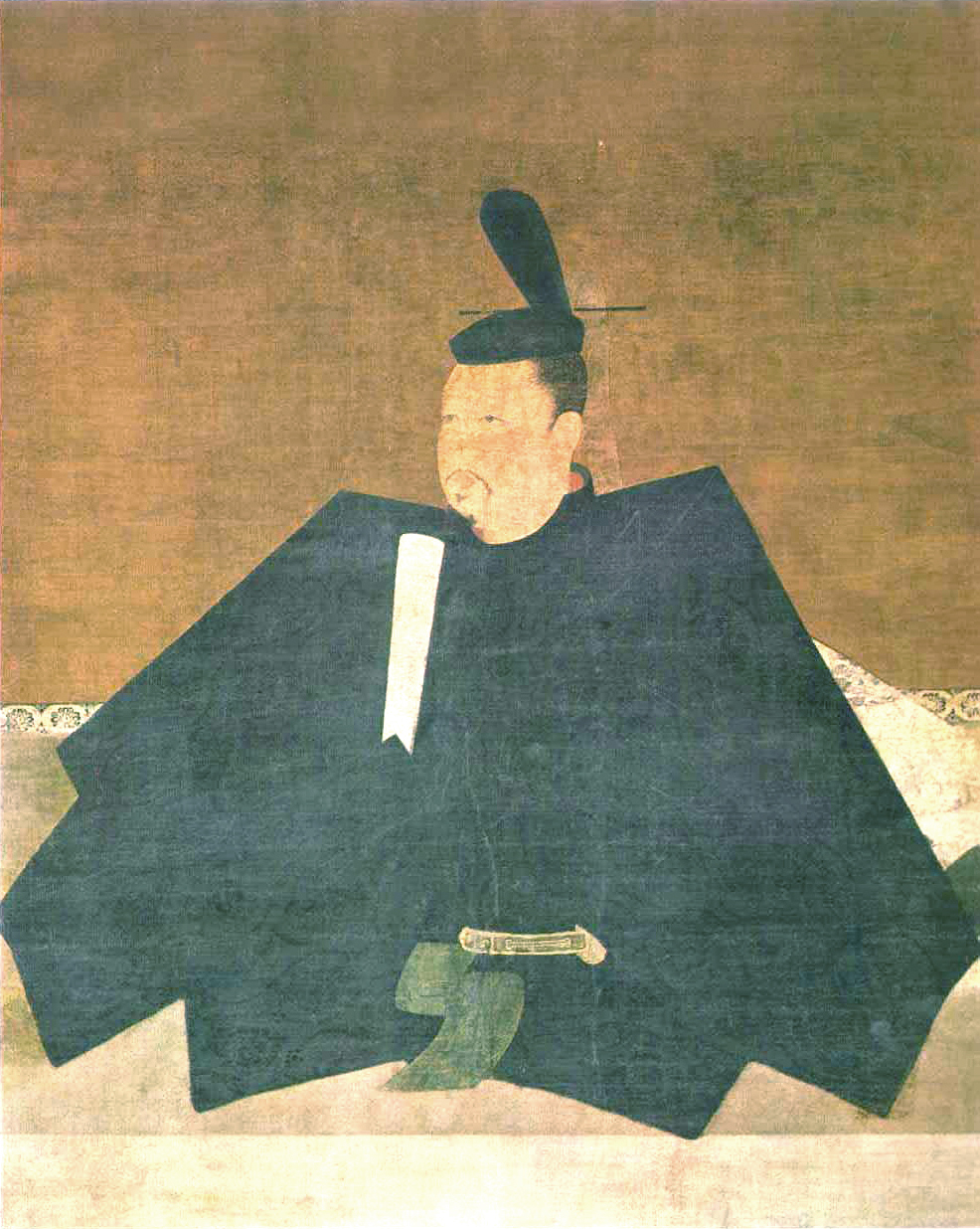
Фудзивара-но Таканобу, «Портрет Тайры-но Сигэмори»
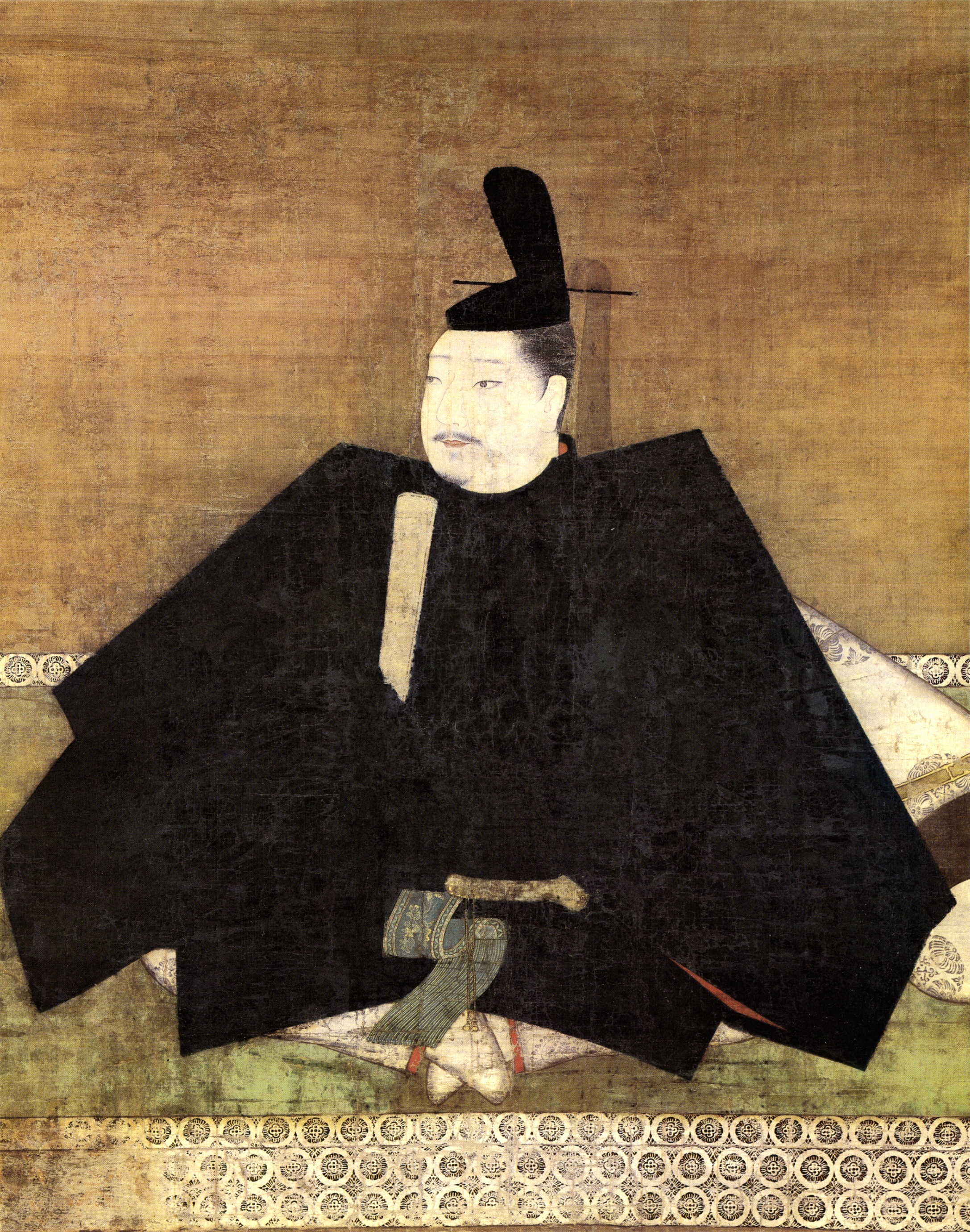
Фудзивара-но Таканобу, «Портрет Фудзивары-но Мицуёси».

### Модель
Традиционно считается, что моделью данного изображения послужил Минамото-но Ёритомо, который был 1-м сёгуном периода Камакура. Поскольку модель обладала таким высоким общественным положением, её изображение оказалось эталонным.

## Техника
Макимоно — живопись на шёлковых свитках. Этот вид искусства приобрел в тот период японского средневековья большую популярность.
Краски: перо, цветные чернила, позолота.
Для создания полутонов на лице использована техника урадзайсики (яп. 裏彩色), когда красящие пигменты наносятся с обратной стороны шелка и просачиваются на лицевую, создавая особый декоративный эффект.

## Стиль

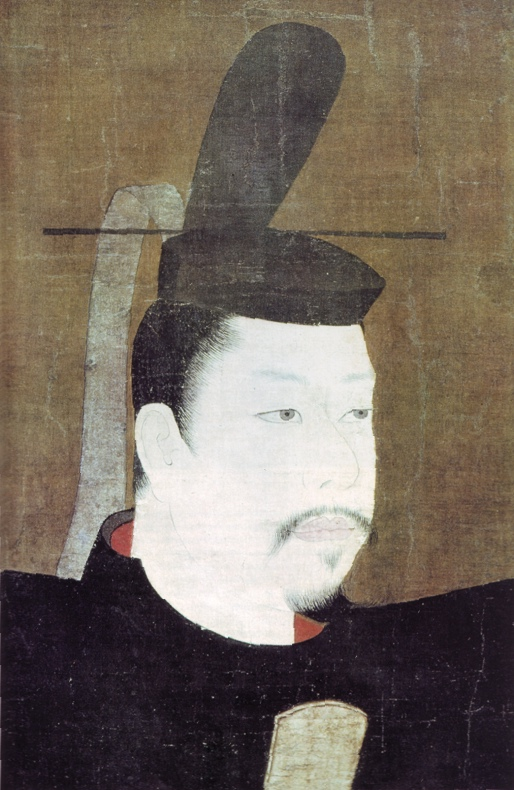
Фрагмент портрета Минамото-но Ёритомо

Несмотря на то, что этот портрет (который был мемориальным и находился в храме), скорее всего, служил предметом поклонения, он не выполнен в духе религиозной абстракции, присущей ранней японской портретной живописи, а наоборот, носит явные черты реализма. Данный жанр портретного искусства называется дзокутайдзо (яп. 俗体像). Сёгун изображен в официальной одежде, с мечом на поясе и белой вытянутой табличкой сяку (яп. 笏), символом власти, в руке. Композиция отличается геометризированностью и равновесием. Явно индивидуальные черты лица и преувеличенные формы тела позволяют создать впечатление достоинства и властности, удачно выражая энергичность и амбициозность модели.
Голова Минамото-но Ёритомо, занимающая фиксированную позицию в пространстве, с карнацией, будто подсвеченной автономным источником освещения — единственная видимая часть тела модели. Оно целиком скрыто одеждой с заострёнными складками ткани. Его широкие рукава раскинуты как крылья или бурка. Подобная фокусировка на лице — правило в японском портретном искусстве. Оно сочетается с подачей человеческого тела, которое, несомненно, присутствует, но при этом является скрытым, и поэтому не имеющим границ во времени и пространстве.
Эта работа отражает новую манеру в искусстве, сильно отличающуюся от превалировавшего эстетизма предыдущей эпохи Хэйан. Рисунок вьющихся арабесок виноградных лоз на ткани хо (официального придворного одеяния) — пример свежести без какого-либо формализма или деформации. Нежные и объёмные тени на лице — признак обращения к реализму в раннем искусстве Камакуры.

### Влияние

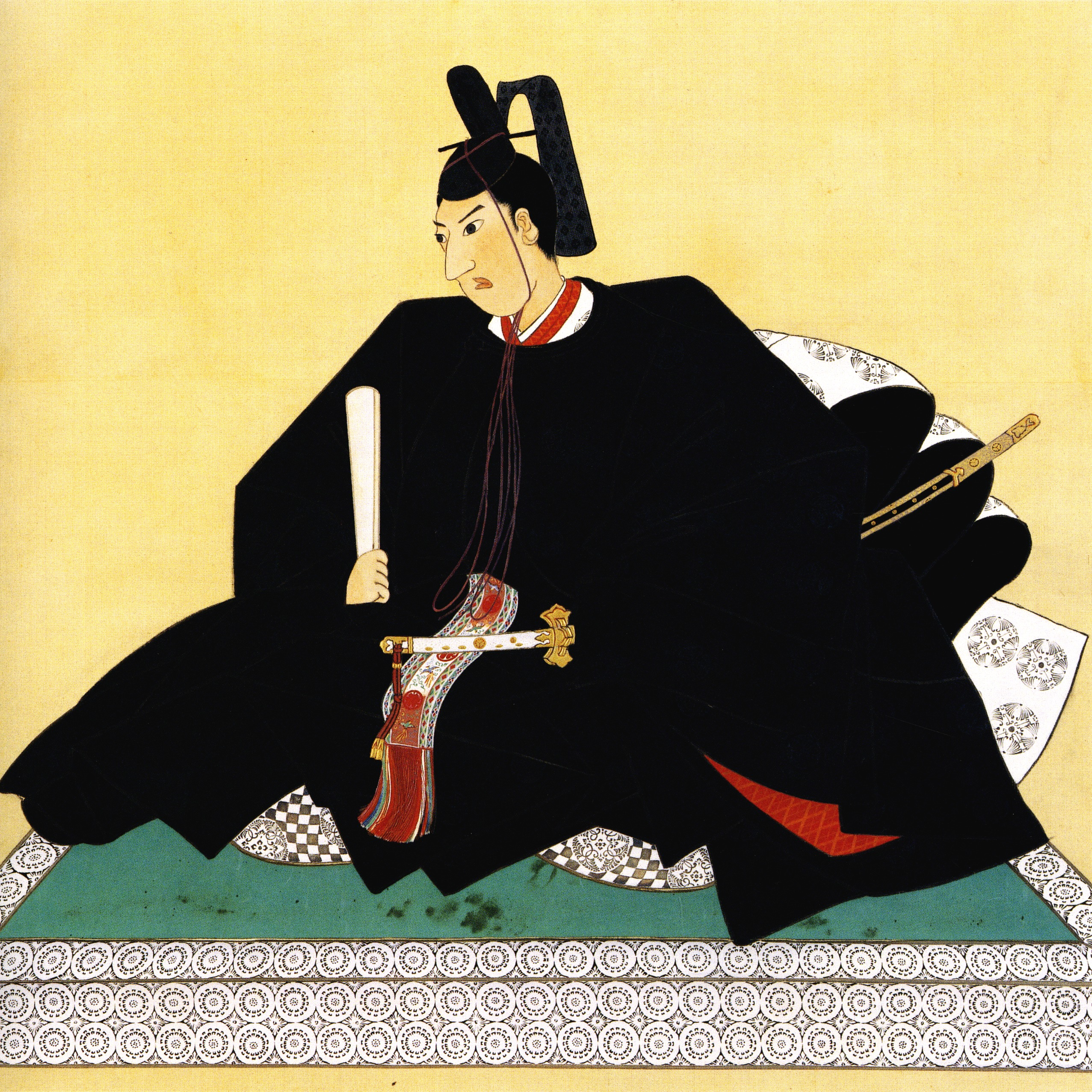
«Портрет Токугавы-но Иэмоти» — изображение предпоследнего сёгуна в XIX в. (1846—1866) выполнено в тех же традициях, что изображение первого в XII в.

Портретное искусство, которое только начало складываться в Японии, в период развития феодальной культуры вошло в большую моду, в связи с чем, вероятно, была создана данная работа. Минамото-но Ёритомо популяризировал его своею властью. Изображение правителя в формальном, но простом придворном платье явилось образцом для многих последующих работ — начиная с Минамото, большинство военачальников стремилось быть изображенными по примеру главы государства. Как результат, к настоящему моменту в японском искусстве имеется огромное количество портретов мужчин в чёрном, порой трудно отличимых один от другого. Хотя и встречались отклонения и исключения, основной канон оставался неизменным до 1868 года (наступления периода Мэйдзи).